# Комахи в 10-му виданні Системи природи

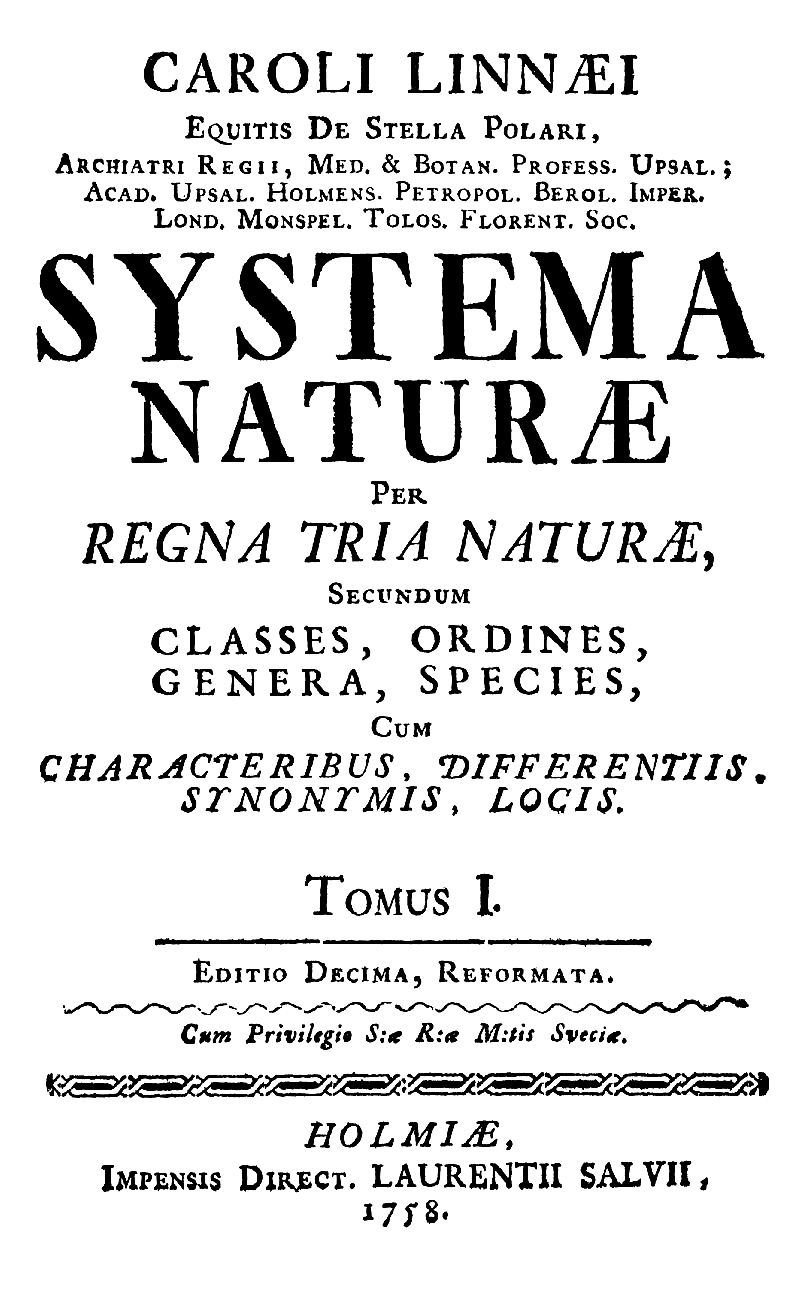
Титульний аркуш 10-го видання Системи природи

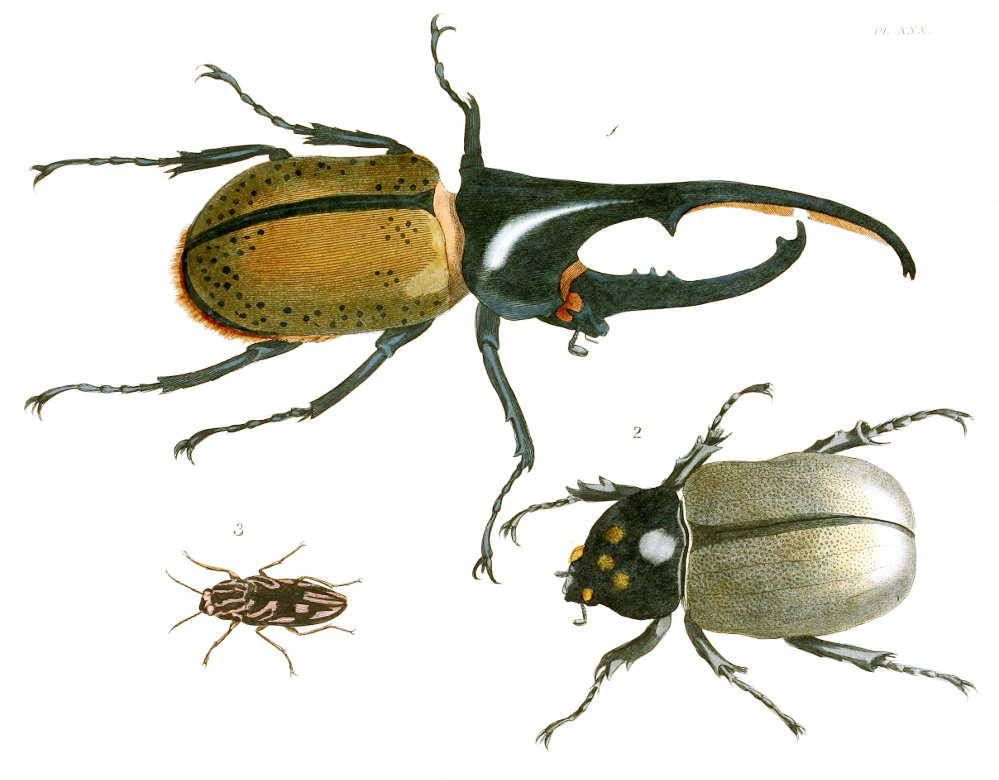
Жук Scarabaeus hercules (нині Dynastes hercules) був першим видом у ліннеївському класі «Insecta».

У 10-му виданні Системи природи (Systema Naturae, 1758) шведського натураліста Карла Ліннея класифікуються членистоногі, включно з комахами, павукоподібними і ракоподібними, серед них клас «Insecta».

## Ряди
Карл Лінней поділяв клас Комахи на 7 рядів, спираючись, головним чином, на будову крил і запропонувавши такий ключ, або визначник:
- 4 крила

- пари несхожі

- передні крила жорсткі: Coleoptera
- передні крила напівтверді: Hemiptera

- пари схожі

- крила з лусочками: Lepidoptera
- крила перетинчасті

- Без жала: Neuroptera
- З жалом: Hymenoptera

- 2 крила: Diptera
- 0 крил: Aptera

## Роди
- Coleoptera: Scarabaeus, Dermestes, Hister, Attelabus, Curculio, Silpha, Coccinella, Cassida, Chrysomela, Meloe, Tenebrio, Mordella, Staphylinus, Cerambyx, Cantharis, Elater, Cicindela, Buprestis, Dytiscus, Carabus, Necydalis, Forficula, Blatta і Gryllus
- Hemiptera: Cicada, Notonecta, Nepa, Cimex, Aphis, Chermes, Coccus і Thrips
- Diptera[1]: Oestrus, Tipula, Musca, Tabanus, Culex, Empis, Conops, Asilus, Bombylius і Hippobosca
- Hymenoptera: Cynips, Tentheredo, Ichneumon, Sphex, Vespa, Apis, Formica і Mutella
- Lepidoptera: Papilio, Sphinx, Phalaena
- Neuroptera: Libellula, Ephemera, Phryganea, Hemerobius, Panorpa і Raphidia

- Aptera: Lepisma, Podura, Termes, Pediculus, Pulex